# VfB Breslau
VfB Breslau – niemiecki klub piłkarski z siedzibą we Wrocławiu, działający w latach 1898–1945.

## Historia
Założony jako  FC Breslau 1898. Od 1910 pod nazwą Verein für Bewegungsspiele Breslau. W 1935 awansował do Gauliga Schlesien. W sezonie 1938/39 zajął ostatnie (spadkowe) 10. miejsce. W 1939 powrócił do Gauliga Schlesien. W wyniku reorganizacji systemu lig w sezonie 1939/40 w Gauliga Schlesien występował w grupie regionalnej Gruppe Mittel- und Niederschlesien. Zajął ostatnie, 7. miejsce i spadł z ligi. Potem jeszcze występował w najwyższej lidze w sezonie 1943/44 w grupie Breslau, w Staffel 2, gdzie zajął 5 miejsce.
W 1945 klub został rozwiązany.

## Sukcesy
- pierwszy mistrz Wrocławia: 1903